# Roch Marc Christian Kaboré
Roch Marc Christian Kaboré (n. 25 aprilie 1957, Ouagadougou, French Upper Volta⁠(d)) a fost președinte al Burkinei Faso în perioada 2015–2022, funcția lui anterioară fiind de prim-ministru al acestui stat.

## Cariera politică
Roch Marc Christian Kaboré se implică în politica din face membru al Partidului Mișcarea Poporului pentru Progres din Burkina Faso anterior făcând parte din Congresul Pentru Democrație și Progres din Burkina Faso.
| Funcție                                                                 | Perioadă                         |
| ----------------------------------------------------------------------- | -------------------------------- |
| Ministrul Transporturilor și Comunicațiilor                             | 1989                             |
| Ministrul de Stat                                                       | 1992                             |
| Membru al Parlamentului Reprezentând Provincia Kadiogo pentru CDP       | 1992                             |
| Ministrul de Finanțe și Planuri                                         | 19 iunie 1992-3 septembrie 1993  |
| Ministru de Stat                                                        | 3 septembrie 1993-20 martie 1994 |
| Prim-ministru                                                           | 1994                             |
| Consilier Prezidențial Special                                          | Februarie 1996-Iunie 1997        |
| Membru al Adunării Naționale pentru CDP                                 | 1997                             |
| Secretar Național pentru CDP                                            | 1999                             |
| Președinte al Adunării Naționale                                        | 2002                             |
| Președinte al Congresului Pentru Democrație și Progres din Burkina Faso | 2003                             |
| Președinte al Burkinei Faso                                             | 2015-2022                        |